# Ilmenau-Luhe-Niederung
Die Ilmenau-Luhe-Niederung ist ein Naturschutzgebiet in der niedersächsischen Stadt Winsen (Luhe) im Landkreis Harburg.
Das Naturschutzgebiet mit dem Kennzeichen NSG LÜ 300 ist 434 Hektar groß und besteht seit dem 1. Dezember 2014.

## Naturraum und Fließgewässer

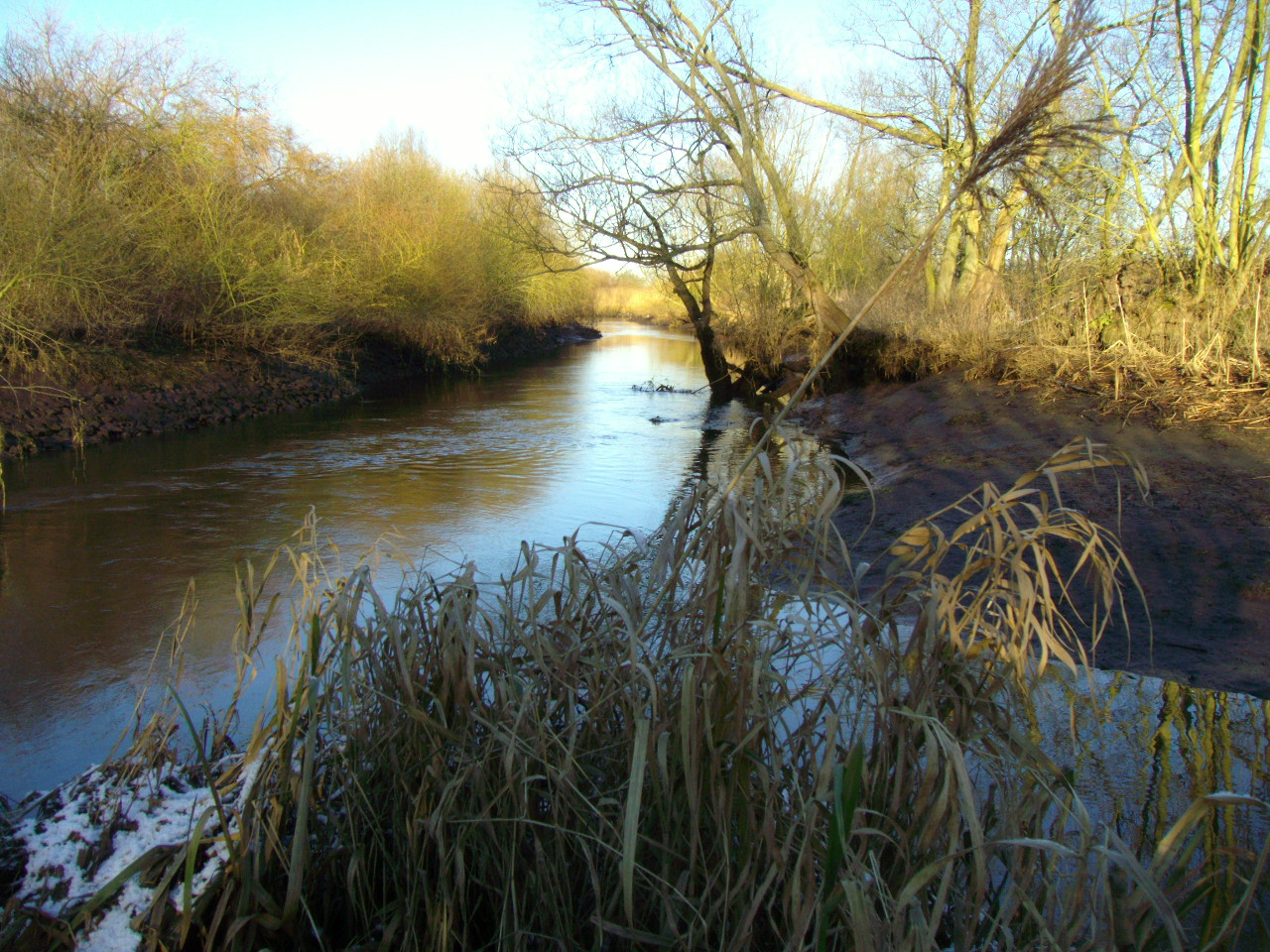
Mündung der Luhe in die Ilmenau

Das Naturschutzgebiet befindet sich im Naturraum Harburger Elbmarschen. Es handelt sich um eine Marschenlandschaft, welche von der Luhe und der Ilmenau durchflossen wird. Weiterhin prägen Gräben und Priele das Gebiet.

## Besonderheiten
Bei Sturmflut-Hochwasser in der Elbe wird das Ilmenausperrwerk geschlossen, wodurch sich die Ilmenau und die Luhe stauen und Teile des Naturschutzgebietes überschwemmen. Außerdem beeinflussen bei geöffnetem Sperrwerk die natürlichen Gezeiten das Gebiet und die Fließgewässer. Durch diese Überschwemmungen entwickelten sich große Grünlandflächen zu Brachland mit Hochstaudenfluren, Röhricht und Seggenried, gepaart mit einem hohen Grundwasserspiegel. Die Niederung ist dadurch eine der letzten Nebenflussmarschen der Elbe, die noch unter Tideneinfluss steht. Kleinlebewesen im Tidenröhricht und den vegetationsfreien Sand-, Schlick- und Schlammflächen verbessern die Wasserqualität.
Im Naturschutzgebiet kommen zudem verschiedene Biotoptypen, wie z. B. nährstoffreiche Feuchtwiesen, Flutrasen, Sumpfdotterblumen-Wiesen und Weiden-Auwälder vor.
Durch die Elbvertiefung erhöhte sich der Tidenhub, was zu einer vermehrten Vernässung des Gebietes führte. Durch diese Vernässung erhöhte sich der Anteil an Röhrichten, Rieden und Hochstaudenfluren, welche heute die Schutzwürdigkeit des Gebietes prägen.

## Schutzzweck
Geschützt werden sollen vor allem die tidebeeinflussten Fließgewässer, die Süßwasserwatts und das extensiv genutzte Feuchtgrünland der Niederung mit teilweise bestandsbedrohten Arten, wie Weißstorch, Kiebitz, Rohrweihe, Wachtelkönig, Rohrschwirl, Schilfrohrsänger, Bekassine, Biber, Fischotter oder Fluss- und Meerneunaugen.
Für den Fischotter ist das geschützte Gewässersystem von besonderer Bedeutung, da es die Ottervorkommen in der Elbe und der Ilmenau verbindet.
Das Befahren der Luhe, ohne Betreten des Ufers, und die Nutzung des Ilmenaukanals als Bundeswasserstraße sind weiterhin zulässig.